# Torna az 1912. évi nyári olimpiai játékokon
Az 1912. évi nyári olimpiai játékokon a tornában négy versenyszámban osztottak érmeket.

## Éremtáblázat
A táblázatban a rendező ország csapata eltérő háttérszínnel, az egyes számoszlopok legmagasabb értéke vagy értékei vastagítással kiemelve.
| Az 1912. évi nyári olimpiai játékok éremtáblázata tornában | Az 1912. évi nyári olimpiai játékok éremtáblázata tornában | Az 1912. évi nyári olimpiai játékok éremtáblázata tornában | Az 1912. évi nyári olimpiai játékok éremtáblázata tornában | Az 1912. évi nyári olimpiai játékok éremtáblázata tornában | Olimpia  |
| ---------------------------------------------------------- | ---------------------------------------------------------- | ---------------------------------------------------------- | ---------------------------------------------------------- | ---------------------------------------------------------- | -------- |
|                                                            | Ország                                                     | Arany                                                      | Ezüst                                                      | Bronz                                                      | Összesen |
| 1.                                                         | Olaszország (ITA)                                          | 2                                                          | 0                                                          | 1                                                          | 3        |
| 2.                                                         | Norvégia (NOR)                                             | 1                                                          | 0                                                          | 1                                                          | 2        |
| 3.                                                         | Svédország (SWE)                                           | 1                                                          | 0                                                          | 0                                                          | 1        |
|                                                            |                                                            |                                                            |                                                            |                                                            |          |
| 4.                                                         | Dánia (DEN)                                                | 0                                                          | 1                                                          | 1                                                          | 2        |
| 5.                                                         | Finnország (FIN)                                           | 0                                                          | 1                                                          | 0                                                          | 1        |
| 5.                                                         | Franciaország (FRA)                                        | 0                                                          | 1                                                          | 0                                                          | 1        |
| 5.                                                         | Magyarország (HUN)                                         | 0                                                          | 1                                                          | 0                                                          | 1        |
|                                                            |                                                            |                                                            |                                                            |                                                            |          |
| 8.                                                         | Nagy-Britannia (GBR)                                       | 0                                                          | 0                                                          | 1                                                          | 1        |
|                                                            |                                                            |                                                            |                                                            |                                                            |          |
| Összesen                                                   | Összesen                                                   | 4                                                          | 4                                                          | 4                                                          | 12       |

## Érmesek
A táblázatban a rendező ország versenyzői eltérő háttérszínnel kiemelve.
| Az 1912. évi nyári olimpiai játékok érmesei férfi tornában | | | |
| Versenyszám                                                | Arany | Ezüst | Bronz |
| Összetett egyéni                                           | Alberto Braglia · Olaszország (ITA) · 135,0 | Louis Ségura · Franciaország (FRA) · 132,5 | Serafino Mazzarocchi · Olaszország (ITA) · 131,5 |
| Csapatverseny meghatározott szerekkel                      | Olaszország (ITA) · Pietro Bianchi · Guido Boni · Alberto Braglia · Giuseppe Domenichelli · Carlo Fregosi · Alfredo Gollini · Francesco Loi · Luigi Maiocco · Giovanni Mangiante · Lorenzo Mangiante · Serafino Mazzarocchi · Guido Romano · Paolo Salvi · Luciano Savorini · Adolfo Tunesi · Giorgio Zampori · Umberto Zanolini · Angelo Zorzi | Magyarország (HUN) · Bittenbinder József · Erdődy Imre · Fóti Samu · Gellért Imre · Haberfeld Győző · Hellmich Ottó · Herczeg István · Keresztessy József · Kmetykó Lajos · Krizmanich János · Pászti Elemér · Pédery Árpád · Rittich Jenő · Szűts Ferenc · Téry Ödön · Tuli Géza Titusz | Nagy-Britannia (GBR) · Albert Betts · William Cowhig · Sidney Cross · Harry Dickason · Herbert Drury · Bernard Franklin · Leonard Hanson · Samuel Hodgetts · Charles Luck · William MacKune · Ronald McLean · Alfred Messenger · Henry Oberholzer · Edward Pepper · Edward Potts · Reginald Potts · George Ross · Charles Simmons · Arthur Southern · William Titt · Charles Vigurs · Samuel Walker · John Whitaker |
| Svéd rendszerű, csapat                                     | Svédország (SWE) · Per Bertilsson · Carl Ehrenfried Carlberg · Nils Granfelt · Curt Hartzell · Oswald Holmberg · Anders Hylander · Axel Janse · Boo Kullberg · Sven Landberg · Per Nilsson · Benkt Norelius · Axel Norling · Daniel Norling · Sven Rosén · Nils Silfverskiöld · Carl Silfverstrand · John Sörenson · Yngve Stiernspetz · Karl-Erik Svensson · Karl-Johan Svensson · Knut Torell · Edvard Wennerholm · Claës-Axel Wersäll · David Wiman | Dánia (DEN) · Peter Villemoes Andersen · Valdemar Bøggild · Søren Peter Christensen · Ingvald Eriksen · George Falcke · Torkild Garp · Hans Trier Hansen · Johannes Hansen · Rasmus Hansen · Jens Kristian Jensen · Søren Alfred Jensen · Karl Kirk · Jens Kirkegaard · Olaf Kjems · Carl Larsen · Jens Peter Laursen · Marius Lefèrve · Povl Mark · Einar Olsen · Hans Pedersen · Hans Eiler Pedersen · Olaf Pedersen · Peder Larsen Pedersen · Jørgen Ravn · Aksel Sørensen · Martin Thau · Søren Thorborg · Kristen Vadgaard · Johannes Vinther | Norvégia (NOR) · Arthur Amundsen · Jørgen Andersen · Trygve Bøyesen · Georg Brustad · Conrad Christensen · Oscar Engelstad · Marius Eriksen · Aksel Hansen · Peter Hol · Eugen Ingebretsen · Olaf Ingebrigtsen · Olaf Jacobsen · Erling Jensen · Thor Jensen · Frithjof Olsen · Oscar Olstad · Edvin Paulsen · Carl Alfred Pedersen · Paul Pedersen · Realf Robach · Sigurd Smebye · Torleif Torkildsen             |
| Torna szabadon választott szerekkel, csapat                | Norvégia (NOR) · Isak Abrahamsen · Hans Beyer · Hartman Bjørnson · Alfred Engelsen · Bjarne Johnsen · Sigurd Jørgensen · Knud Knudsen · Alf Lie · Rolf Lie · Tor Lund · Petter Martinsen · Per Mathisen · Jacob Opdahl · Nils Opdahl · Bjarne Pettersen · Frithjof Sælen · Øistein Schirmer · Georg Selenius · Sigvard Sivertsen · Robert Sjursen · Einar Strøm · Gabriel Thorstensen · Thomas Thorstensen · Nils Voss                                 | Finnország (FIN) · Kaarle Ekholm · Eino Forsström · Eero Hyvärinen · Mikko Hyvärinen · Tauno Ilmoniemi · Ilmari Keinänen · Jalmari Kivenheimo · Karl Lund · Aarne Pelkonen · Ilmari Pernaja · Arvid Rydman · Eino Saastamoinen · Aarne Salovaara · Heikki Sammallahti · Hannes Sirola · Klaus Suomela · Lauri Tanner · Väinö Tiiri · Karl Vähämäki · Kaarlo Vasama | Dánia (DEN) · Axel Andersen · Hjalmart Andersen · Halvor Birch · Wilhelm Grimmelmann · Arvor Hansen · Christian Hansen · Marius Hansen · Charles Jensen · Hjalmar Johansen · Poul Preben Jørgensen · Carl Krebs · Vigo Meulengracht Madsen · Lukas Nielsen · Rikard Nordstrøm · Steen Olsen · Oluf Olsson · Carl Pedersen · Kristian Pedersen · Niels Petersen · Christian Svendsen                                 |